# Блонден, Ивани
Ивани Блонден Надь (англ. Ivanie Blondin Nagy; род. 2 апреля 1990, Оттава) — канадская конькобежка, олимпийская чемпионка и серебряная призёр олимпийских игр 2022 года, 4-кратная чемпионка мира, 8-кратная призёр чемпионатов мира. 9-кратная чемпионка Канады на отдельных дистанциях. Выступает за клуб "Gloucester Concordes"

## Биография
Ивани Блонден начала кататься на коньках на заднем дворе в возрасте 2-х лет. Первоначально увлекалась фигурным катанием, но в 7 лет стала заниматься конькобежным спортом. С 12 лет занимается шоссейным велоспортом в качестве кросс-тренировки для конькобежного спорта. В 13 лет выиграла чемпионат провинции Онтарио среди юниоров в спринтерском многоборье. А в 14 лет начала заниматься шорт-треком на катке клуба в городе Глостер. 
С 2005 по 2009 год участвовала в шорт-треке на чемпионатах мира среди юниоров, где её лучшим результатом стало "серебро" в эстафете 2009 года. В 2007 году на Зимних играх Канады заняла 1-е место в забеге на 1500 м и 2-е на 1000 м. Но после пяти сотрясений за три года она начала подумывать о том, чтобы что-то изменить. В том же 2009 году она участвовала не только в соревнованиях по шорт-треку, но и в конькобежном спорте среди юниоров.
Она стала 2-й в многоборье на юниорском чемпионате Канады, выиграла на дистанции 1500 м на чемпионате Северной Америки и участвовала на юниорском чемпионате мира в Закопане. В 2010 году после неудачной попытки квалифицироваться на Олимпиаду 2010 собиралась бросить спорт. Её клубный тренер Майк Ривет убедил заняться конькобежным спортом на 3000 и 5000 метров. В сезоне 2010/11 Ивани дебютировала на Кубке мира, выиграла чемпионат Канады на дистанции 5000 м и заняла 20-е место в многоборье на чемпионате мира в Калгари.
В том же 2011 участвовала на чемпионате мира на отдельных дистанциях в Инцелле, где заняла 14-е место в забеге на 3000 м и 15-е на 5000 м. После чемпионата она боролась с усталостью в течение нескольких месяцев, пока ей не поставили диагноз мононуклеоз. В сезоне 2012/13 заработала свое место в составе сборной на Кубок мира и выиграла три медали в командной гонке преследования, включая свою первую победу на этапе в Астане.
Тот сезон она окончила на 3-м месте в общем зачёте Кубка мира в масс-старте и в марте на чемпионате мира на отдельных дистанциях в Сочи поднялась на 8-е место на дистанции 5000 м и в командной гонке. На зимней Олимпиаде в Сочи в феврале 2014 года она представляла Канаду на дистанциях 3000 и 5000 м, а также в командной гонке и заняла соответственно 24-е, 14-е и 5-е места.
В 2015 году Ивани впервые выиграла серебряную медаль на чемпионате мира на отдельных дистанциях в Херенвене, заняв 2-е место в масс-старте, а на чемпионате мира в Калгари стала 6-й в многоборье. Через год выиграла звание чемпионки мира в масс-старте на чемпионате мира на отдельных дистанциях в Коломне. Она поднималась на подиумы  на отдельных дистанциях ещё в 2017, 2019 с серебряной и бронзовой медалями в масс-старте и в беге на 500 м.
В 2018 году Ивани второй раз участвовала на зимней Олимпиаде в Пхёнчхане и вновь осталась без медалей, заняв 4-е место в командной гонке, 5-е на дистанции 5000 м и 6-е на 3000 м. В 2020 году она выиграла "золото" в масс-старте и "бронзу" в командной гонке на чемпионате мира на отдельных дистанциях в Солт-Лейк-Сити, а следом выиграла серебряную медаль в многоборье на чемпионате мира в Хамаре.
В 2021 году на очередном чемпионате мира в Херенвене стала 2-й в масс-старте и командной гонке. В 2022 году на зимней Олимпиаде в Пекине Ивани завоевала золотую медаль в командной гонке, серебряную медаль в масс-старте, заняла 13-е место на дистанции 1500 м и 14-е на 3000 м. В сезоне 2022/23 она выиграла на чемпионате Канады две дистанции и на трёх была в призах, а также выиграла два раза в командной гонке на этапах Кубка мира.
В сезоне 2022/23 Ивани начала с побед на чемпионате Канады на дистанциях 1000 и 1500 м и 2-х мест на 3000 и 5000 м. Следом на первом этапе Кубка мира в норвежском Ставангере стала 1-й в командной гонке и масс-старте, также выиграла командную гонку на этапах в Калгари и польском Томашув Мазовецком. Ещё несколько раз была на подиуме в масс-старте. 
В марте 2023 года на чемпионате мира на отдельных дистанциях в Херенвене выиграла золотую медаль в командном спринте и в командной гонке, а также стала серебряным призёром в масс-старте.

## Личная жизнь
Ивани Блонден окончила онлайн Робертсон-колледж в Виннипеге, в области ветеринарии. Воспитывает животных для Кокрейновского гуманного общества и "Pawsitive Match Rescue" в Калгари. Любит готовить, ходить в походы, рыбачить, заниматься кемпингом, садоводством. Проводит много часов в день на своем велосипеде. Замужем с 14 декабря 2020 года за венгерским конькобежцем Конрадом Надь.

## Награды
- с 2015 по 2018 и с 2020 по 2021 года - получила награду Катрионы Ле Мэй Доан от конькобежного спорта Канады[10]
- 2015, 2019 года - награждена призом Кристины Гроувз "Спортсменка года" на церемонии вручения наград Ottawa Sports Awards в Онтарио